# 나랏말싸미
《나랏말싸미》(중세 한국어: 나랏〮말〯ᄊᆞ미〮)는 2019년 7월 24일에 개봉한 대한민국 영화로, 사극 영화이다. 조선 세종 말기, 세종대왕과 신미대사를 주인공으로 한글 창제에 얽힌 비화를 다룬다. 조철현 감독이 연출했고, 송강호가 세종 역, 박해일이 신미대사 역을 맡았다. 이외에 전미선, 최덕문, 남문철, 김준한, 차래형 등이 출연했다.

## 캐스팅
- 송강호: 세종대왕 역 (아역: 백수민)
- 박해일: 신미 스님 역
- 전미선[1]: 소헌왕후 역
- 최덕문: 정인지 역
- 남문철: 최만리 역
- 정해균: 고약해 역
- 정인겸: 김문 역
- 김준한: 문종 역
- 차래형: 수양 역
- 윤정일: 안평 역
- 탕준상: 학조 역
- 금새록: 이진아 역
- 임성재: 학열 역
- 오현경: 노승 역
- 박동혁: 정창손 역
- 송상은: 평녀 역
- 김경원: 감찰상궁 역
- 어주선: 전의 역
- 김진혁: 젊은 전의 역
- 야마노우치 타스쿠: 규지 역
- 한건태: 범령 역
- 이근후: 스님 1 역
- 김정한: 스님 2 역
- 고청휘: 스님 3 역
- 유동균: 스님 4 역
- 정지우: 궁녀 1 역
- 하시연: 궁녀 2 역
- 정수지: 궁녀 3 역
- 송창곤: 제관 역
- 정찬훈: 도끼 신하 역
- 김태훈: 유교선비 1 역
- 이두석: 유교선비 2 역
- 우지현: 유교선비 3 역
- 김은미: 초가집 며느리 역
- 임태린: 초가집 여자아이 역
- 이선우: 초가집 갓난아이 역
- 김관수: 담벼락 사내 역
- 이우주: 10살 세손 역
- 정시율: 5살 세손 역
- 고기영: 왕자 1 역
- 김재훈: 왕자 2 역
- 윤승훈: 왕자 3 역
- 강수호: 일본 사신단 역
- 김영건: 일본 사신단 역
- 김영원: 일본 사신단 역
- 김쇼우: 일본 사신단 역
- 김연: 일본 사신단 역
- 김준석: 일본 사신단 역
- 남열: 일본 사신단 역
- 윤택승: 일본 사신단 역
- 지웅배: 일본 사신단 역
- 최민성: 일본 사신단 역
- 이상규: 내불당 스님들 역
- 이재진: 내불당 스님들 역
- 전현수: 내불당 스님들 역
- 최문철: 내불당 스님들 역
- 한용휘: 내불당 스님들 역
- 윤사비나: 넋전춤 역
- 어윤석: 가야금 / 장구 역
- 김준하: 거문고 역
- 홍현수: 노래 역
- 유용재: 대금 역
- 배주휘: 대금 역
- 정인교: 대금 역
- 김진이: 소금 역
- 노성덕: 해금 역
- 박성욱: 해금 역
- 김규원: 해금 역
- 김슬기: 해금 역
- 김대식: 아쟁 역
- 조우리: 아쟁 역
- 성한여름: 아쟁 역
- 권기홍: 타악 역
- 정준규: 타악 역
- 최재영: 타악 역
- 지명관: 피리 역
- 이찬우: 피리 역
- 김상원: 피리 역

## 논란
현대과학으로도 규명이 완벽하지 않은 훈민정음의 창제에 대한 기존 학계의 세종대왕 단독창제설에 대한 또다른 가설을 신미대사와 관련한 기록과 고려말 조선초의 격동의 혼란기에 불교계의 축적된 언어기술 역량을 기반으로 기울어진 불교의 위상과 포교 수단의 혁신을 시도했을 수 있다.
원의 파스파문자의 근간이 된 티벳/산스크리트 문자와 관련한 연구 계승이란 시대적 환경도 원과 긴밀한 학술적 문화적 교류를 유지한 고려말 불교계의 역량 강화에 크게 도움이되고 명의 주원장이 홍무정운의 제정과 몽골문화 흔적 지우기 정책의 가혹한 시련도 시대적 역사 기록의 왜곡을 가져올 빌미가 되고 있다. 학계의 정설이란 것이 실록에 근거한 아주 단편적 기록에 근거하고 유난히 훈민정음 관련 기록이 없다는 감추어진 진실에 대한 호기심을 자극한다.  만일 세종대왕이 아니라면 누가 했을까? 할만한 사람들은 과연 누구 누구인가? 따져 볼만한 궁금증이다.  이 문제에 대해 많은 사학자들이 주목하고 다양한 연구 기록을 내놓고 있다.
영화가 제작되고 박해진 작가의 조력을 받고 원작 계약의 수준에서 협의중 출판사와 영화제작사의 불화로 출판사 명의의 원작 계약이 중단되었고 영화사는 출판사의 무리한 요구가 도를 넘었다. 라는 입장이고 2019년 6월 27일, 신미 평전인 《훈민정음의 길》(2014, 나녹)의 출판사에서 "원작자에 대한 동의 없이 영화를 제작했다"며 제작사와 조철현 감독 등을 상대로 서울중앙지방법원에 상영금지 가처분 신청을 제출하였다. 그러나 7월 23일, 서울중앙지법 재판부는 신미가 훈민정음에 창제하였다는 아이디어는 해당 평전 이전에도 존재한 아이디어에 불과하므로 저작권의 보호를 받는 대상이 아니라며 가처분 신청을 기각하였다.
훈민정음에 대한 국민적 관심 못지 않게 세종대왕의 단독 창제설에 대한 기존의 학계 입장과 교육에 반하는 새로운 가설에 대한 비난이 일어나고 그 결과 개봉과 함께 역사왜곡 논란이 제기되었다. ‘다양한 훈민정음 창제설 중 하나일 뿐이며, 영화적으로 재구성했다’라는 자막이 영화의 맨 앞에 제시되기는 하지만, 영화의 내용이 세종이 단독으로 훈민정음을 창제하였다는 정설을 무시하고 신미가 주도하여 훈민정음을 창제하였다는 것처럼 묘사되었기 때문이다. 특히 조철현 감독이 7월 15일 기자간담회에서 해당 자막을 “저로서는 넣고 싶지 않은 자막일 수 있다”라고 밝힌 바 있어, 감독의 왜곡된 역사 의식으로 만들어진 영화라는 비판이 일었다.
역사에는 사회적 환경과 부분적이라도 남겨진 기록이 있다. 지금 학계의 정설이 세종대왕 단독 창제설이지만 너무 정교하고 수정할 필요도 없을만큼 완벽하게 잘 다듬어진 훈민정음 언어 표준과 정교한 언문 28자의 예사를 고려해 보면 단시간 내에 언어학적 훈련이 안된 왕자와 세종대왕이 정리하고 만들어 낼수 없는 광범위한 지식과 폭넓은 기술의 포용이 필요하다.  이미 긴시간 다양한 시험을 거친 잘 정제된 규칙과 표기 기술에 대하여는 성삼문의 서문에서 예찬하듯이 1획1자도 손볼게 없이 완벽하고 지금 현재도 그 평가는 변함이 없다.  그 현실과 학설의 간극에 대한 궁금증을 드러난 역사적 사실을 빗대어 박진감 넘치게 풀어본 가상의 이야기가 영화의 재미를 더하고 있다.

### 전문
이 영화는 세종대왕이 문자를 만드는 과정에 초점을 맞춘 영화입니다. 고뇌와 상처, 번민을 딛고 남은 목숨까지 바꿔가며 백성을 위해 문자를 만들어 낸 그의 애민정신과, 세상에 없던 새로운 것을 만드는 군주로서 위대해져 가는 과정을 극화한 것입니다. 그리고 세종대왕께서 직접 쓴 훈민정음 서문에 있는 '맹가노니'라는 구절로 압축되듯이 무언가를 창조한다는 일의 어려움과 가치를 생각해보자는 것이 이 영화의 취지입니다.
우리는 실존했지만 역사 속에 감춰져 있던 신미라는 인물을 발굴해 훈민정음 창제의 주역으로 조명하려고 이 영화를 만든 것이 아닙니다. 세종대왕께서 혼자 한글을 만드셨다 하더라도 그 내면에서 벌어졌을 갈등과 고민을 드라마화하려면 이를 외면화하고 인격화한 영화적 인물이 필요한데, 마침 신미라는 실존 인물이 그런 조건을 상당히 가지고 있었기에 채택했던 것입니다. 조선왕조실록에 1443년 12월 30일 임금이 친히 새 문자를 만들었다는 기록 이전에 아무것도 없는, 훈민정음의 창제 과정의 역사적 공백을 영화적으로 재구성하는 과정에서, 신미는 그 공백을 활용한 드라마 전개에서 세종대왕의 상대역으로 도입된 캐릭터입니다. 이 과정에서 신미는 완전히 새롭게 탈바꿈했습니다.
물론 실존 인물 신미는 세종대왕과 밀접한 관련이 있는 인물입니다. 신미의 동생이자 집현전 학사이기도 했던 김수온의 문집 [식우기] 중 '복천사기'에 세종대왕께서 신미를 산속 절로부터 불러내 긴밀한 대화를 나눴다는 기록이 있고, 실록만 보더라도 수양대군과 안평대군이 스승처럼 모셨으며 세종대왕이 돌아가시기 두 달 전 신미를 침실로 불러 법사(法事)를 베풀었다는 기사들이 있습니다. 세종대왕의 유언으로 그에게 '선교종 도총섭 밀전정법 비지쌍운 우국이세 원융무애 혜각존자'라는 칭호를 내리기도 했습니다. 우국이세(祐國利世)는 '나라를 돕고 세상을 이롭게 한 자'라는 뜻입니다. 그리고 몇 년 뒤, 세조가 불경을 새 문자로 번역하기 위해 세운 간경도감의 책임자가 돼 학열, 학조 등 제자들과 함께 '능엄경언해'를 비롯한 언해불경(불경을 '언문' 즉, 훈민정음으로 옮기는 일)에 서문과 이름을 남겼습니다. 이런 근거 위에, 신미가 범어를 비롯한 외국어에 능통했고 대장경을 깊이 공부했다고 언급한 실록 기사들까지 감안하면 1443년 12월 이전의 역사 공백을 개연성 있는 영화적 서사로 드라마화할 만한 근거는 되겠다고 판단했습니다.
저는 수십 년간 세종대왕과 한글을 마음에 품고 살아왔습니다. 그렇기에 이 영화에 대해 반감을 표하는 분들의 마음을 압니다. 그러나 제작진의 마음과 뜻은, 훈민정음을 창제한 세종대왕을 폄훼하고자 한 것이 결코 아닙니다. 오히려 위대한 문자인 한글을 탄생시키기까지, 가장 과학적인 원리로 만들고자 했으며, 가장 배우기 쉬운 문자를 만들기 위해 직접 글자의 디자인 원칙을 제시하고 디자인 과정을 주도했으며, 누구나 배우기 쉬운 글자를 만들기 위해 글자 수까지 줄이고자 했던 세종대왕의 모습과, 신분과 신념의 차이에 연연해하지 않고, 제왕의 권위까지 버리면서 백성을 위해 처절하게 고민했던 세종대왕의 인간적인 면모를 그리고자 했습니다. 그의 위대함이 어떤 희생을 딛고 나온 것인지, 그렇기에 한글이 얼마나 위대한 업적인지 그리고자 했습니다. 진심을 전달하고자 하는 소통과 노력의 부족으로 이런 점이 충분히 전달되지 못했던 점을 너무나 안타깝게 생각합니다.
혼신의 연기를 보여준 배우들과 밤낮을 가리지 않고 고생했던 스태프들은 이 영화가 세종대왕과 한글의 위대함을 영화적으로 그리는 작품이라 믿고 함께 하였습니다. 그것이 저와 그들의 진심입니다. 그분들의 뜻까지 오해받고 있어서 무척 아픈 지점입니다. 부족함은 저의 몫입니다.

끝으로 관객 여러분의 마음을 존중하고 많은 관심에 감사드립니다.— 조철현 연출가

## 같이 보기
- 2019년 대한민국의 영화 목록